# Sofía Toro
Sofía Toro Prieto-Puga, född 19 augusti 1990 i A Coruña, är en spansk seglare. Hon vann guld i båtklassen Elliott 6m i olympiska sommarspelen 2012 i London tillsammans med Ángela Pumariega och Támara Echegoyen.